# Berezna
Berezna (ucraniano: Бере́зна) es un asentamiento de tipo urbano de Ucrania perteneciente al raión de Chernígov en la óblast de Chernígov.
En 2021, el asentamiento tenía una población de 4405 habitantes. Es sede de un municipio que incluye 15 pueblos y un sélyshche que añaden otros tres mil habitantes a la población.
Se conoce la existencia de la localidad desde 1152, cuando se menciona como una fortaleza del principado de Chernígov. El asentamiento original fue destruido en 1239, durante la invasión mongola de la Rus de Kiev. La localidad fue repoblada por la República de las Dos Naciones, que a principios del siglo XVII le otorgó el Derecho de Magdeburgo. A mediados del siglo XVII pasó a formar parte del Hetmanato cosaco, que a su vez acabó integrándose en el Imperio ruso. La Unión Soviética le dio el estatus de asentamiento de tipo urbano en 1924.
Se ubica unos 25 km al este de la capital regional Chernígov, sobre la carretera P12 que lleva a Briansk.